# کیش‌هارشانی
کیش‌هارشانی (به مجاری:  Kisharsány) یک منطقهٔ مسکونی در مجارستان است که در ناحیه شیکلوش واقع شده‌است.